# Steven Wilson
Steven John Wilson (Londres, 3 de novembro de 1967) é um cantor, compositor e produtor musical britânico, mais associado com o gênero de rock progressivo. Atualmente, como um artista solo, ele se tornou conhecido como o fundador, guitarrista principal, cantor e compositor da banda Porcupine Tree, bem como sendo um membro de várias outras bandas. Ele também trabalhou com artistas como Opeth, King Crimson, Pendulum, Jethro Tull, XTC, Yes, Marillion, Orphaned Land e Anathema.
Wilson é um produtor autodidata, engenheiro de áudio, guitarrista e tecladista, tocando outros instrumentos, conforme necessário, incluindo baixo, harpa, dulcimer e flauta. Apesar de estar principalmente associado à música progressiva, suas influências e trabalho englobaram diversos gêneros, como psicodelia, pop, metal extremo, eletrônico e jazz, entre outros, mudando sua direção musical através de seus álbuns.
Steven também trabalhou como engenheiro de som, remixando álbuns de artistas como Richard Wright, Genesis, Tears for Fears, Yes, Gentle Giant e no mais recente filme de show da banda britânica Pink Floyd: Pink Floyd at Pompeii - MCMLXXII, atuando na mixagem e no melhoramento de áudio da trilha sonora 